# Адриана Сейдж
Адриана Сейдж (на английски: Adriana Sage) е мексиканско-американска порнографска актриса и модел.
Родена е на 16 април 1980 г. в Мексико и израства в Сан Диего, щата Калифорния, САЩ.

## Кариера
Преди порното работи като стриптизьорка.
Дебютира в порнографската индустрия през 1999 г., когато е на 19-годишна възраст.
Участва в нецензурираната версия на музикалния видеоклип на песента „P.I.M.P.“ на рапъра Фифти Сент.

## Награди и номинации
- 2004: Номинация за AVN награда за най-добра соло секс сцена.[5]